# Ruth Baldwin
Catherine Ruth Baldwin (17 de febrero de 1905-31 de agosto de 1937) fue una socialite británica. Formó parte de los Bright Young Things. Fue pareja de la heredera estadounidense Joe Carstairs.

## Biografía
Catherine Ruth Baldwin nació el 17 de febrero de 1905 en Inglaterra. En la década de 1920 en Londres, era conocida por su consumo de heroína, cocaína y alcohol. Se ha dicho que convirtió la cocina de la casa donde vivía con Joe Carstairs en un bar. Le dijo a Carstairs: "El mundo está en nuestras manos si lo tomamos a voluntad". Su círculo de amigos incluía al pintor Edward Burra y a las fotógrafas de retratos de sociedad Barbara Ker-Seymer y Olivia Wyndham, la última quizás también fue su amante. 
Cuando Carstairs compró su primera lancha a motor, Baldwin le regaló una muñeca Steiff; Carstairs lo llamó Lord Tod Wadley y la mantuvo con ella hasta su muerte.
Nina Hamnett retrató a Baldwin en París.
Baldwin murió de una supuesta sobredosis en una fiesta de Chelsea en casa de Gwen Farrar el 31 de agosto de 1937, mientras sus amigos, entre ellos Dolly Wilde, escuchaban un combate de boxeo en la habitación de al lado. Una fotografía suya apareció en The Times el 2 de septiembre de 1937 anunciando su muerte. En ella aparecía con el pelo corto y una corbata de hombre, probablemente para mostrar que era lesbiana. En ese artículo también se decía que compartía casa con Carstairs. 
Carstairs cruzó el Atlántico a bordo del transatlántico francés Normandie para llevar  las cenizas de Baldwin a Whale Cay, donde construyó una iglesia para albergarlas. Cuando vendió Whale Cay, sacó las cenizas.  Al morir Carstairs fue incinerada y sus cenizas y las de Ruth Baldwin fueron enterradas en el cementerio de Oakland en Sag Harbor, Nueva York.